# Catherine Bach
Pour les articles homonymes, voir Bach (homonymie).
Catherine Bach, née Catherine Bachman le 1er mars 1954 à Warren (Ohio), est une actrice américaine. Elle est surtout connue pour son rôle de Daisy Duke dans la série Shérif, fais-moi peur.

## Biographie
Après le succès international de Shérif, fais-moi peur, elle interprète le rôle de Margo Dutton dans African Skies. Elle enchaîne les rôles secondaires dans des séries télévisées, ainsi que dans quelques films.
En 2012, elle rejoint l'équipe du feuilleton Les Feux de l’Amour. Contrairement à la rumeur, elle n'a pas de lien familial avec l'actrice Barbara Bach (héroïne du James Bond L'Espion qui m'aimait et épouse de Ringo Starr).

## Vie privée
Son second mari épousé en 1990, Peter Lopez, avec lequel elle a eu deux filles, Sophia et Laura, était l'avocat musical de Michael Bublé, Andrea Bocelli, Michael Jackson et du groupe The Eagles. Le vendredi 30 avril 2010 dans la matinée, un coup de feu est entendu et la police le retrouve mort dans le jardin de leur maison dans un apparent suicide par arme à feu. Il avait laissé une note manuscrite qui n'explique toutefois pas son geste. Il avait 60 ans.

## Filmographie
- 1974 : Le flic se rebiffe (The Midnight Man) de Roland Kibbee et Burt Lancaster : Natalie
- 1974 : Le Canardeur (Thunderbolt and Lightfoot) de Michael Cimino : Melody
- 1975 : Matt Helm (série télévisée) : Alice (Pilote)
- 1975 : Strange New World de Robert Butler (TV) : Lara, le guide
- 1975 : La Cité des dangers (Hustle) de Robert Aldrich : Peggy Summers
- 1977 : Murder in Peyton Place de Bruce Kessler (TV) : Linda
- 1977 : Sergent Anderson (Police Woman) (série télévisée) : … (Saison 4 - Épisode 5)
- 1978 : Nicole de István Ventilla : Sue[3]
- 1978 : Sergent Anderson (Police Woman) (série télévisée) : … (Saison 4 - Épisode 19)
- 1979 - 1985 : Shérif, fais-moi peur (The Dukes of Hazzard) (série télévisée) : Daisy Duke
- 1980 : La croisière s'amuse (The Love Boat) (série télévisée) : Pat Bigelow (Saison 3 - Épisode 28)
- 1980 : Enos (série télévisée) : Daisy Duke (Saison 1 - Épisode 8)
- 1983 : La croisière s'amuse (The Love Boat) (série télévisée) : Pamela Hodgekins (Saison 6 - Épisode 25)
- 1981 : The Midnight Special (série télévisée) : Elle-même (Saison 9 - Épisode 23)
- 1981 : The Magic of David Copperfield IV: The Vanishing Airplane (TV) : Elle-même
- 1983 : The Dukes (Série d'animation) : Daisy Duke (voix)
- 1983 : White Water Rebels de Reza Badiyi (TV) : Trisha Parker
- 1984 : Cannonball 2 (Cannonball Run II) de Hal Needham : Marcie
- 1987 : Street Justice de Richard C. Sarafian : Tamarra
- 1987 : Trying Times (série télévisée) : Une actrice (Saison 1 - Épisode 2)
- 1989 : Driving Force d'Andrew Prowse : Harry
- 1989 : Criminal Act de Mark Byers : Pam Weiss
- 1990 : Masters of Menace de Daniel Raskov : Kitty Wheeler
- 1991 - 1994 : African Skies (série télévisée) : Margo Dutton (17 épisodes)
- 1992 : Rage and Honor de Terence H. Winkless : Capt. Murdock
- 1992 : The Nutt House d'Adam Rifkin : Benefit Reporter
- 1997 : Shérif Réunion (The Dukes of Hazzard: Reunion!) de Lewis Teague (TV) : Daisy Duke
- 2000 : Les Duke à Hollywood (The Dukes of Hazzard: Hazzard in Hollywood) de Bradford May (TV) : Daisy Duke
- 2006 : Monk (série télévisée) : Sara Jo (Saison 5 - Épisode 9)
- 2010 : Encore toi ! (You Again) d'Andy Fickman : Daisy
- 2012 : Chapman de Justin Owensby : Mère
- 2012 : Les Feux de l'amour (The Young and the Restless) : Anita Lawson (en cours)
- 2014 : Almost Royal (en) (Nashville) : elle-même
- 2015 : Hawaii 5-0 (Luapo'i) : Amy Harlan
- 2015 : The Breakup Girl (en) : Ellen
- 2016 : My Best Friend : Pearl
- 2015 : Book of Fire : Bibiana

## Voix françaises
- Catherine Lafond dans Shérif, fais-moi peur (1979)
- Dorothée Jemma dans Shérif, fais-moi peur (1979-1982)
- Kelvine Dumour dans Shérif, fais-moi peur (1982-1985)